# Куганар
Кугана́р (чув. Кӑканар) — река в России, протекает в Цивильском районе Чувашской Республики. Левый приток реки Унги.

## География
Река Куганар берёт начало у деревни Елаши. Течёт на юго-восток по открытой местности мимо населённых пунктов Вурманкасы, Малое Янгорчино, Ойкасы, Свобода. Устье реки находится в 8,2 км по левому берегу реки Унга у деревни Сюлескеры. Длина реки составляет 11 км, площадь водосборного бассейна — 42,7 км².

## Данные водного реестра
По данным государственного водного реестра России относится к Верхневолжскому бассейновому округу, водохозяйственный участок реки — Цивиль от истока и до устья, речной подбассейн реки — Волга от впадения Оки до Куйбышевского водохранилища (без бассейна Суры). Речной бассейн реки — (Верхняя) Волга до Куйбышевского водохранилища (без бассейна Оки).
Код объекта в государственном водном реестре — 08010400412112100000278.